# العلاقات البيلاروسية الكولومبية
العلاقات البيلاروسية الكولومبية هي العلاقات الثنائية التي تجمع بين روسيا البيضاء وكولومبيا.

## مقارنة بين البلدين
هذه مقارنة عامة ومرجعية للدولتين:
| وجه المقارنة                                              | روسيا البيضاء                    | كولومبيا        |
| --------------------------------------------------------- | -------------------------------- | --------------- |
| المساحة (كم2)                                             | 207.60 ألف                       | 1.14 مليون      |
| عدد السكان (نسمة)                                         | 9.50 مليون                       | 49.07 مليون     |
| الكثافة السكانية (ن./كم²)                                 | 45.76                            | 43.04           |
| العاصمة                                                   | مينسك                            | بوغوتا          |
| اللغة الرسمية                                             | اللغة البيلاروسية، اللغة الروسية | اللغة الإسبانية |
| العملة                                                    | روبل بلاروسي                     | بيزو كولومبي    |
| الناتج المحلي الإجمالي (بليون دولار)                      | 54.44 مليار                      | 309.19 مليار    |
| الناتج المحلي الإجمالي (تعادل القوة الشرائية) بليون دولار | 168.35 مليار                     | 724.96 مليار    |
| الناتج المحلي الإجمالي الاسمي للفرد دولار أمريكي          | 5.74 ألف                         | 7.60 ألف        |
| الناتج المحلي الإجمالي للفرد دولار أمريكي                 | 18.18 ألف                        | 13.36 ألف       |
| مؤشر التنمية البشرية                                      | 0.798                            | 0.720           |
| رمز المكالمات الدولي                                      | +375                             | +57             |
| رمز الإنترنت                                              | .by، .бел                        | .co             |
| المنطقة الزمنية                                           | ت ع م+03:00                      | 00              |

## منظمات دولية مشتركة
يشترك البلدان في عضوية مجموعة من المنظمات الدولية، منها:
| علم المنظمة | اسم المنظمة                               | تاريخ انضمام روسيا البيضاء | تاريخ انضمام كولومبيا |
| ----------- | ----------------------------------------- | -------------------------- | --------------------- |
|             | مؤسسة التمويل الدولية                     | 2 نوفمبر 1992              | 20 يوليو 1956         |
|             | منظمة حظر الأسلحة الكيميائية              | ?                          | ?                     |
|             | الأمم المتحدة                             | 24 أكتوبر 1945             | 5 نوفمبر 1945         |
|             | الاتحاد الدولي للاتصالات                  | 7 مايو 1947                | 25 أغسطس 1914         |
|             | منظمة الشرطة الجنائية الدولية             | ?                          | ?                     |
|             | البنك الدولي للإنشاء والتعمير             | 10 يوليو 1992              | 24 ديسمبر 1946        |
|             | الاتحاد البريدي العالمي                   | ?                          | ?                     |
|             | المركز الدولي لتسوية المنازعات الاستشارية | 9 أغسطس 1992               | 14 أغسطس 1997         |
|             | وكالة ضمان الاستثمار متعدد الأطراف        | 3 ديسمبر 1992              | 30 نوفمبر 1995        |
|             | يونسكو                                    | 12 مايو 1954               | 31 أكتوبر 1947        |

## وصلات خارجية
- موقع وزارة الخارجية البيلاروسية